# Región Media (San Luis Potosí)
La Región Media (Media Potosina) es una de las 4 zonas territoriales del estado de San Luis Potosí. Al norte colinda con el estado de Tamaulipas, y al sur el estado de Querétaro, al este la Región Huasteca (Huasteca Potosina), al oeste con la Región Centro (Centro Potosino) y al noroeste con la Región Altiplano (Altiplano Potosino). La principal ciudad y centro económico de la Región Media es la ciudad de Río Verde (México) y el mayor destino turístico de la zona es el Manantial de la Media Luna, ubicado en el ejido El Jabalí, municipio de Rioverde. 2,000 m s. n. m.

## División Región Media
Esta región cuenta con 12 municipios, que se mencionarán a continuación: Alaquines, Cárdenas, Cerritos, Ciudad del Maíz, Ciudad Fernández, Lagunillas, Rayón, Rioverde, San Ciro de Acosta, San Nicolás Tolentino, Santa Catarina y Villa Juárez.

## Geografía
Los límites geográficos son: al norte con el estado de Tamaulipas, al sur con estado de Querétaro, al este está separada de la huasteca por la sierra Madre oriental y al oeste con la zona centro por la sierra de Álvarez y de Guadalcázar.
Su extensión territorial es de 12,776.12 km²., que equivalen a 10% de la superficie del Estado.

## Relieve
La zona Media tiene un terreno muy accidentado ya que se encuentra entre 2 sierras de gran tamaño, son muy frecuente pequeñas sierra de tan solo unos kilómetros de largo, así como lomerías. La altura puede oscilar entre los 840 metros sobre el nivel del mar en zonas del valle del río Verde hasta poco más de 1600 metros sobre el nivel del mar en partes serranas de Alaquines, Cárdenas y Cd. del Maíz.

## Clima
El clima predominante es el seco estepario y templado lluvioso, con una temperatura promedio de 19,58° al año, pudiendo alcanzar temperaturas de 50° en verano y en contraparte pudiendo caer por debajo de lo 0º en algunas zonas de las serranías de Alaquines, Cárdenas, Cd. del Maíz, Río Verde y Cd. Fernández en invierno.
La época de lluvia es entre los meses de abril y septiembre, la precipitación máxima es de 1,249.7 mm en los meses ya mencionados mientras que en los demás meses se presenta una precipitación mínima de 526.5 mm, muy rara vez se presentan precipitaciones en forma de nieve. La última nevada registrada en cabeceras municipales en fue el 12 de diciembre de 1997, mientras que el 5 de enero de 2010 hubo ligera caída en cerros por arriba de los 1,400 m s. n. m. en los municipios de Cárdenas, Alaquines y Cd. del Maíz a veces en tamazunchale o Jalisco.

## Fauna
Ya que la zona está dividida básicamente en 2, una de clima seco templado y otra selvática de menor tamaño se puede encontrar una gran variedad de fauna, compuesta principalmente por: venados, armadillos, gato montes, ardillas, liebres, etc. en la zona seca templada, y loros, cotorras, osos, caimanes, venados, etc, en la zona selvática.

## Flora
Pinos, sauces, pirules, huizaches, etc, en partes altas por encima de los 1,300 m s. n. m., musgos, helechos, laurifolios, etc.En la zona selvática, y mezquites, y matorral xerófilo en la zona más seca. Cabe mencionar que la zona donde se encuentra selva es una pequeña franja que abarca el sureste de Cárdenas, el este de Rayón, noreste de santa Catarina y zonas del este de Cd. del Maíz.
- Datos: Q9067678